# Pharr
Pharr je město ve Spojených státech amerických. Nachází se v okrese Hidalgo County ve státě Texas. Ve městě žije přibližně 80 tisíc obyvatel a jeho rozloha činí 60,7 km². Město bylo založeno 22. února 1916. Město leží na hranici s Mexikem a mostem je spojeno s mexickým městem Reynosa. Na západě město sousedí s městem McAllen, na severu s Edinburgem, na východě s městem San Juan a na jihozápadě s městem Hidalgo.

## Partnerská města
- San Luis Potosí, Mexiko
- Metepec, Mexiko
- Cancún, Mexiko
- Benito Juárez Municipality, Mexiko
- Reynosa, Mexiko